# Moldauische Badmintonmeisterschaft 2021
Die Moldauische Badmintonmeisterschaft 2021 fand vom 26. bis zum 28. November 2021 in Chișinău statt.

## Medaillengewinner
| Disziplin    | Gold                         | Silber                     | Bronze                          |
| ------------ | ---------------------------- | -------------------------- | ------------------------------- |
| Herreneinzel | Alexander Morari             | Maxim Karpenko             | Peter Kunev                     |
| Dameneinzel  | Vlada Ginga                  | Paola Ginga                | Ecaterina Gandziura             |
| Herrendoppel | Alexander Morari Oleg Sulga  | Vladimir Cecoi Anton Ursu  | Dumitru Dmitriev Peter Kunev    |
| Damendoppel  | Paola Ginga Vlada Ginga      | Csenia Gutu Dariana Kuneva | Ecaterina Ahunov Evghenia Rosca |
| Mixed        | Alexander Morari Vlada Ginga | Nicolae Enachi Paola Ginga | Dumitru Dmitriev Dariana Kuneva |